# Motte castrale du Château (Rémalard)
La motte castrale du Château est le dernier vestige d'un site fortifié, du XIe siècle, qui se dresse sur le territoire de l'ancienne commune de Rémalard dans le département de l'Orne, en région Normandie.

## Localisation
La motte est située dans l'ancienne commune de Rémalard, sur la commune actuelle de Rémalard en Perche, dans le département français de l'Orne.

## Historique
La motte est datée du XIe siècle.
Le site fortifié, possession des comtes de Mortain, est assiégé, en 1077, par le duc de Normandie,  Guillaume quand celui-ci veut capturer son fils Robert Courteheuse qui s'y est réfugié.

## Protection
La motte castrale avec ses fossés sont inscrits au titre des monuments historiques par arrêté du 17 novembre 1994.